# Eriocaulon milhoense
Eriocaulon milhoense är en gräsväxtart som beskrevs av Theodor Carl Karl Julius Herzog. Eriocaulon milhoense ingår i släktet Eriocaulon och familjen Eriocaulaceae. Inga underarter finns listade i Catalogue of Life.